# 아이소구아닌
아이소구아닌(영어: isoguanine) 또는 2-하이드록시아데닌(영어: 2-hydroxyadenine)은 구아닌의 이성질체인 퓨린 계열 염기이다. 아이소구아닌은 DNA에 산화적 손상의 산물이며, 돌연변이를 일으키는 것으로 나타났다. 아이소구아닌은 또한 DNA에서 정상 염기쌍의 비천연 핵산 유사체 연구에서 아이소사이토신과 함께 사용된다.
아이소구아닌은 하치모지 핵산의 핵염기로 사용된다. 아이소구아닌은 하치모지 DNA에서는 1-메틸사이토신과 염기쌍을 이루고, 하치모지 RNA에서는 아이소사이토신과 염기쌍을 이룬다.
|  |

## 같이 보기
- 구아닌
- 퓨린
- 아이소사이토신